# Fritjof Hellberg
Fritjof Hellberg, född Karl Göran Fritiof Hellberg 12 mars 1917 i Stockholm, död 25 januari 1995 i Djursholm, var en svensk skådespelare.

## Filmografi
- 1949 – Brytningstider
- 1950 – Sånt händer inte här
- 1952 – Trots
- 1952 – Blondie, Biffen och Bananen
- 1953 – I dimma dold
- 1953 – Dansa min docka
- 1956 – Sceningång